# Coronel Moldes (Córdoba)
Coronel Moldes es una ciudad situada en el departamento Río Cuarto, provincia de Córdoba, Argentina. Fundada por Domingo Funes.
Se encuentra a 300 km de la Ciudad de Córdoba y a 75 km de la ciudad de Río Cuarto.
Es posible acceder a la ciudad mediante la ruta nacional 35 (tomando la ruta N.º 34 y recorriendo 17 km), la que permite abordar la RN 8 que comunica directamente con la Ciudad de Córdoba y la región de Cuyo.

## Historia
La historia de Coronel Moldes comienza en el año 1896, cuando el Dr. Nicolás Avellaneda adquiere las tierras de la zona al gobierno provincial y, posteriormente, las transfiere a Domingo Funes; este solicita autorización para fundar una colonia en tales tierras que abarcan 20.748 ha. Su extensión sufre varios cambios debido a que la ley fija como superficie máxima para una colonia 20.000 ha.
Luego de un lapso de tiempo en el que surgen varias modificaciones, queda fundada el 26 de septiembre de 1904 la "Villa Domingo Funes".
A fines de 1904 la gente de la villa ve que comienzan las obras para tender una red ferroviaria, esto motiva y estimula a los colonos a la adquisición de nuevas tierras.
En el período que va entre los años 1904 y 1905 se conocen estas tierras con el nombre de "Kilómetro 619", distancia que lo separa de la ciudad de Buenos Aires, capital de la Argentina.
Finalmente, el 1 de mayo de 1906, es concluida la estación de ferrocarril y se da por librado el servicio ferroviario en el tramo correspondido entre Vicuña Mackenna y Bulnes; el día 24 de ese mismo mes se inaugura el Servicio Regular de Pasajeros y, a partir de este momento, los pobladores comienzan a mencionar a su pequeña villa con el nombre de "Moldes" en homenaje a José de Moldes, activo gestor de la Revolución de 1816, salteño de origen. Cursó sus estudios superiores en España. Al regresar a su patria se pone al servicio de la causa de la libertad. Entre sus cargos, se desempeñó como diputado Constituyente del Año 1813 y miembro del Congreso de Tucumán.
El coronel José de Moldes muere el 24 de abril de 1824 a los 39 años de edad.
En el año 1911 se creó la primera Comisión de Fomento presidida por el Sr. Isidoro Aristizábal. En 1919 asume el primer intendente electo, el Sr. Francisco Arcomano. En 1934 se inaugura el edificio municipal ampliándose en 1939, siendo reformado el frente en 1952.

## Población
Cuenta con 9502 habitantes (Indec, 2022), lo que representa un incremento del 5.2% frente a los 9005 habitantes (Indec, 2010) del censo anterior.
| Gráfica de evolución demográfica de Coronel Moldes entre 1991 y 2022 |
|                                                                      |
| Fuente: Censos nacionales del INDEC                                  |

## Personalidades
- Agustín Gringo Tosco,
- Horacio Vaggione (n. 1943): músico
- Armando Paulo Marchissio (alias el Dutty) 1943-2020 Campeón Cordobés de Boxeo e instructor técnico de, entre otros, Américo Suaréz, campeón argentino de boxeo en ... (próximamente mayor información).
- Hugo Raúl Arneodo : Actor-Director de teatro,
- María Angélica Nan Ovejero, (1904-2011): religiosa
- Juan Carlos "León" Castro: Dirigente político sindical: electo dos veces intendente de la ciudad (1995-1999)-(1999-2003) y Secretario de Finanzas de UATRE a nivel Nacional. Actualmente es legislador provincial y presidente del Partido FE de la provincia de Córdoba.[1]
- Edgardo Giovannini: ciclismo: 1 vez campeón interprovincial, 4 veces campeón argentino, 3 veces campeón panamericano, 1 vez campeón mundial.
- Sergio Trabucco : ciclista, maratonista en silla de ruedas. Multicampeon parapanamericano, medallista parapanamericano, ciudadano destacado.

## Deportes
La ciudad cuenta con los clubes Toro Club, Belgrano y Everton Club, que se han unido el 20 de diciembre de 2007 para conformar Alianza de Moldes, con el que disputan la Liga Regional de Fútbol de Río Cuarto, el Torneo Federal B e hicieron historia al clasificarse para la fase final de la Copa Argentina 2014/15, donde estuvieron a 4 minutos de eliminar a Independiente de Avellaneda.
En 2014 el Club Atlético Belgrano se separó de la Alianza para tomar su propio camino. Logró el ascenso a la primera división de la Liga Regional de Fútbol de Río Cuarto en 2017, al año siguiente descendió a la segunda división de ya mencionada liga.
Everton Club Moldes se termina separando de la Alianza en 2016 teniendo un periodo de dos años sin actividad futbolística en primera división (en inferiores sí). En el año 2018 cuando vuelve a la actividad futbolística en la segunda división de la Liga Regional de Fútbol de Río Cuarto teniendo un gran torneo y perdiendo pocos partidos logra el título de ascenso a la primera división de la Liga.
Se realiza el evento ciclístico denominado Rural Bike Tras la Huella del Ranquel desde 2009 y es organizado por el Grupo PAMPA Ciclo Adventure dirigido por Guido Mobilia.[cita requerida]
En Rugby se cuenta con el Club BUITRES RUGBY CLUB, llevado adelante por un grupo de aficionados a este deporte, que desde 1997 lo practican en la ciudad. Actualmente, participan de la Unión Cordobesa de Rugby, unión que nuclea a todos los clubes de la provincia de Córdoba.

## Comunicación

### Radios Locales
- Radio Ciudad de Coronel Moldes FM 100.3
- Buenas Ondas FM 103.9
- FM Popular
- FM Sonora
- RCU Play 94.7 MHz

## Parroquias de la Iglesia católica en Coronel Moldes
| Diócesis  | Villa de la Concepción del Río Cuarto |
| --------- | ------------------------------------- |
| Parroquia | María Auxiliadora                     |